# پولیکارپ کوش
پولیکارپ کوش (به آلمانی: Polykarp Kusch) (زاده ۲۶ ژانویه ۱۹۱۱ – درگذشته ۲۰ مارس ۱۹۹۳) فیزیک‌دان آمریکایی تبارِ زاده آلمان بود.
در سال ۱۹۵۵ به همراه ویلیس اوژن لمب برای «محاسبه دقیق گشتاور مغناطیستی الکترون» موفق به دریافت جایزه نوبل فیزیک شد که پیامد آن، بازنگری و نوآوری در الکترودینامیک کوانتومی بود.